# میر قوام‌الدین شیرازی
میر قوام‌الدین شیرازی از سیاستمداران عصر صفوی و وزیر شاه محمد خدابنده و مهدعلیا (خیرالنساء بیگم) بود. در ماجرای قتل مهدعلیا، میر قوام‌الدین شیرازی به ملکه مهدعلیا پیشنهاد داد که دستور دهد از خزانه کیسه‌های زر به ایوان چهل ستون ببرند و با طلا دادن به سپاهیان، جمع مخالفان را متفرق کنند ولی مهدعلیا این توصیه را که علامت ضعف می‌دانست، قبول نکرد.